# Thomas Coe
Thomas Coe (1880 – ?) va ser un waterpolista britànic que va competir a cavall del segle xix i el segle xx. El 1900 va prendre part en els Jocs Olímpics de París, on va guanyar la medalla d'or en la competició de waterpolo, tot formant part de l'Osborne Swimming Club.